# Adem Kapič
Adem Kapič, slovenski nogometaš, * 16. april 1975, Ljubljana.
Kapič je v slovenski ligi za klube Ljubljana, Olimpija in Gorica. Skupno je v prvi slovenski ligi odigral 22 prvenstvenih tekem. Večji del kariere je igral v tujini, v švicarski, nemški, madžarski in izraelski ligi.
Za slovensko reprezentanco je med letoma 2003 in 2004 odigral šest uradnih tekem.